# Scarabaeus andrewesi
Scarabaeus andrewesi är en skalbaggsart som beskrevs av Felsche 1907. Scarabaeus andrewesi ingår i släktet Scarabaeus och familjen bladhorningar. Inga underarter finns listade i Catalogue of Life.